# Jean-Claude Richard de Saint-Non
Jean-Claude Richard, abbé de Saint-Non, né le 13 décembre 1727 à Paris où il est mort le 25 novembre 1791, est un graveur, dessinateur et amateur d’art français.
Le zèle et le dévouement qu’il apporte à son grand œuvre, auquel il consacre sa fortune, le font considérer comme l’amateur d’art le plus distingué de la seconde moitié du XVIIIe siècle.

## Biographie
Fils de Jean-Pierre Richard, receveur général et payeur des rentes de l’hôtel de ville de Paris et de Marie-Anne, fille du peintre Louis de Boullogne, il est destiné, comme cadet de sa famille, à entrer dans les ordres et la magistrature. Pour complaire à ses parents, il prend la tonsure et la robe, et siège à regret au palais de la Cité pendant plusieurs années.
Las d’exercer la magistrature, il demande un congé pour aller passer quelques mois en Angleterre. En 1753, les querelles engendrées par la bulle Unigenitus et l’affaire des billets de confession (1752-1757) ayant conduit à l’exil de cent quatre-vingts parlementaires de Paris, il est compris dans cette mesure, et se retire à Poitiers, où il restera plus d’une année. Cette période de sa vie a été un des moments les plus heureux de sa vie : rendu à la vie privée, il s’occupe de musique et de dessin, il apprend la gravure en aquatinte auprès de son inventeur François-Philippe Charpentier, et se livre dès lors entièrement à son inclination pour les arts, qui ne faisait qu’augmenter, et dont il reste une trace dans une petite estampe de lui intitulée « Vue des environs de Poitiers », datant de 1753.
Après la réconciliation du roi et du Parlement, voulant se livrer entièrement à l’art, il vend sa charge, et obtient en commende l’abbaye de Pothières en 1759, à la suite de quoi il fait, en octobre de la même année, le voyage d’Italie, où il se lie étroitement avec Fragonard et Hubert Robert, dont il deviendra le protecteur et principal commanditaire. Il accomplit avec eux le voyage de Sicile et de Naples, gravissant les sommets du Vésuve, descendant sous les profondeurs d’Herculanum, habitant même plusieurs mois de suite à Tivoli, et dans la Villa d’Este, que lui avait prêtée l’envoyé de Modène. Le roi de Naples lui fait présent d’un magnifique recueil des gravures d’Herculanum:8. Il se livre également à des observations sociologiques, frappé, notamment, par le grand nombre de castrats à Naples.
À son retour en France, en juin 1761, il entreprend de publier la précieuse collection de ses deux ans de travaux intitulée Voyage pittoresque de Naples et de Sicile, chez Jean-Baptiste Delafosse, Paris, 1781-1786, 5 vol. in-fº, accompagnées de 542 planches et vignettes, gravées par lui-même et par les meilleurs artistes du temps (entre autres Charles-Nicolas Cochin, Pierre-Philippe Choffard, Heinrich Guttenberg, Joseph de Longueil) d’après ses propres dessins, ceux de Clément-Pierre Marillier, de Jean-Robert Ango, et de Claude-Louis Châtelet, et ceux de ses compagnons de voyage, car il en a exécuté un grand nombre, soit à l’eau-forte, soit au lavis par un procédé de son invention, et qui diffère de celui de Jean-Baptiste Le Prince, artiste dont Saint-Non a d’ailleurs lui-même gravé, en 1755, une suite de paysages d’après des dessins réalisés dans la propriété voisine du collectionneur et amateur de gravures Claude-Henri Watelet.
Une semblable publication, ne s’adressant qu’à un nombre très restreint de riches amateurs, était au-dessus des forces d’un simple particulier. Elle s’est avérée ruineuse pour Saint-Non, absorbant non seulement sa propre fortune, mais aussi celle d’un de ses frères. En 1783, tous deux sont tellement pressés d’argent qu’ils doivent faire appel à leur commanditaire, Jean-Benjamin de La Borde,. Il n’en remplira pas moins sa tâche jusqu’au bout, ne conservant pour ressource que les revenus de son abbaye, évalués à 7 000 livres. Cependant, aux premiers jours de la Révolution, aux idées desquelles il était très favorable , il n’hésite pas à en offrir la moitié à la nation.
Saint-Non était lié avec les principaux philosophes et écrivains de son temps, il faisait partie de cette société de lettrés qui répandait et défendait les idées nouvelles et préparait la Révolution. Il fréquentait assidûment le salon de Franklin,, à Passy et, lorsqu’il part pour l’Italie, Rousseau le recommande tout particulièrement à son ami, le pasteur Vernes, et D’Alembert à Voltaire.
Saint-Non a encore gravé un certain nombre de pièces dont les principales sont : une suite de huit Vues du moulin Joli ; un Recueil de griffants, grand in-fol. de 294 pl. ; deux eaux-fortes originales : la Visite à la malade et Le Concert, et un grand nombre d’estampes d’après François Boucher, Hubert Robert, Fragonard, Jean-Georges et Pierre-Alexandre Wille, Le Prince, Berchem, et ses propres dessins.
Saint-Non avait été admis, à l’unanimité, sous le titre d’honoraire associé libre, dans l’Académie de peinture, le 6 décembre 1777. Fidèle à la Révolution jusqu’à son dernier souffle, ses dernières paroles ont été : « Et le patriotisme, se soutient-il ?… »

## Galerie

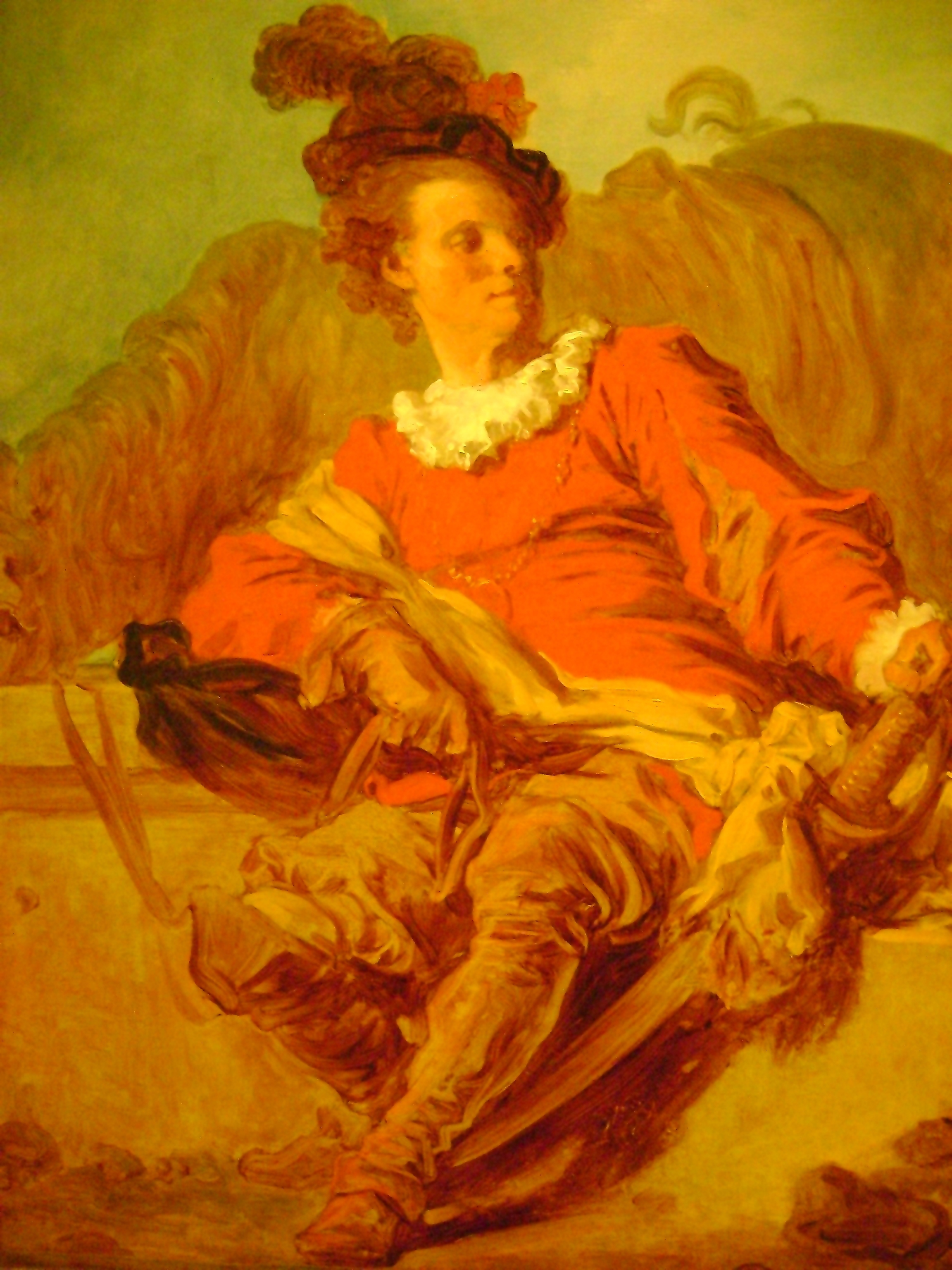
Jean-Claude Richard, l'abbé de Saint-Non, vêtu à l’espagnole par Jean-Honoré Fragonard (1769), Barcelone, musée national d'Art de Catalogne.
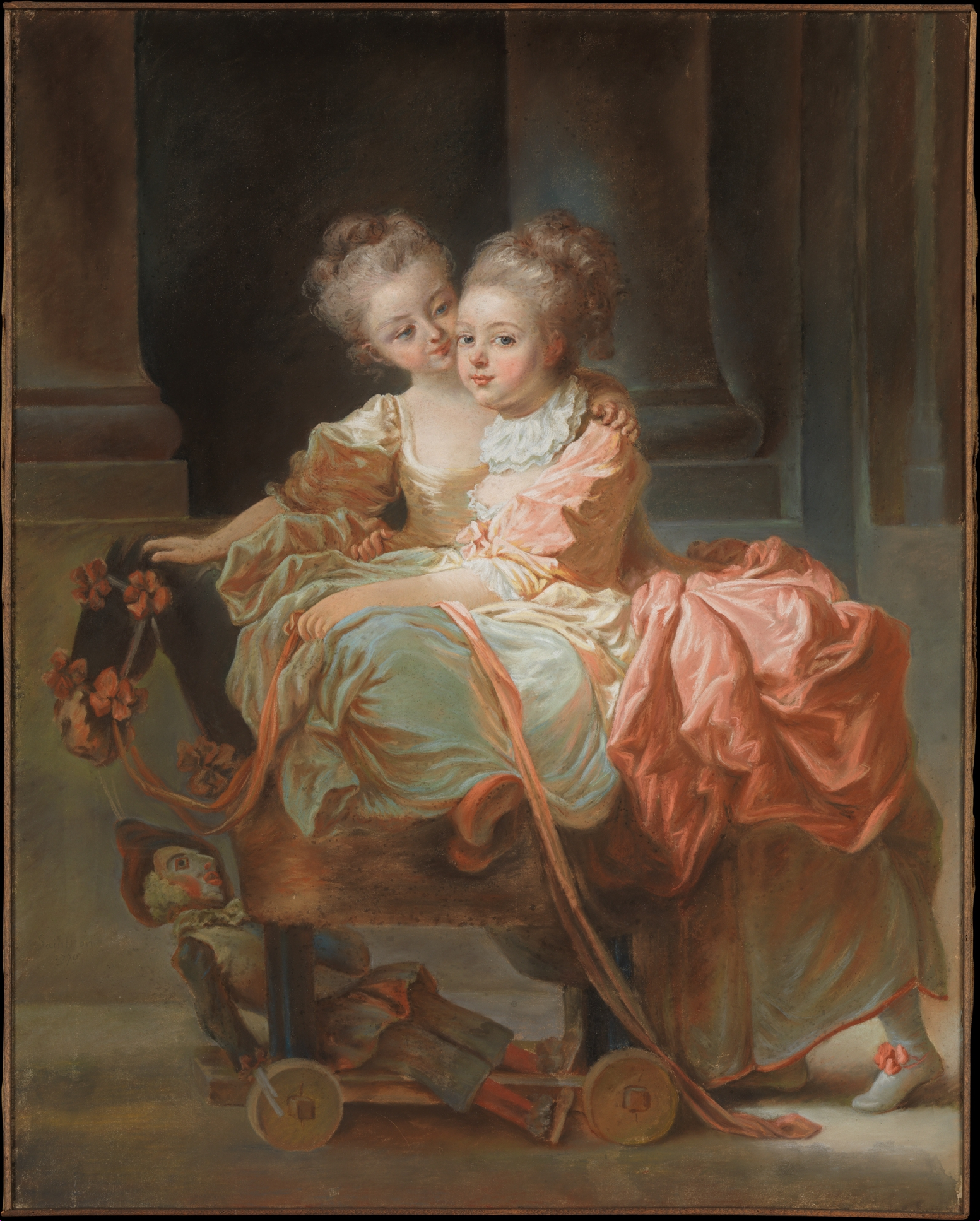
Les Deux Sœurs, pastel sur papier (1770), Metropolitan Museum of Art

## Publications

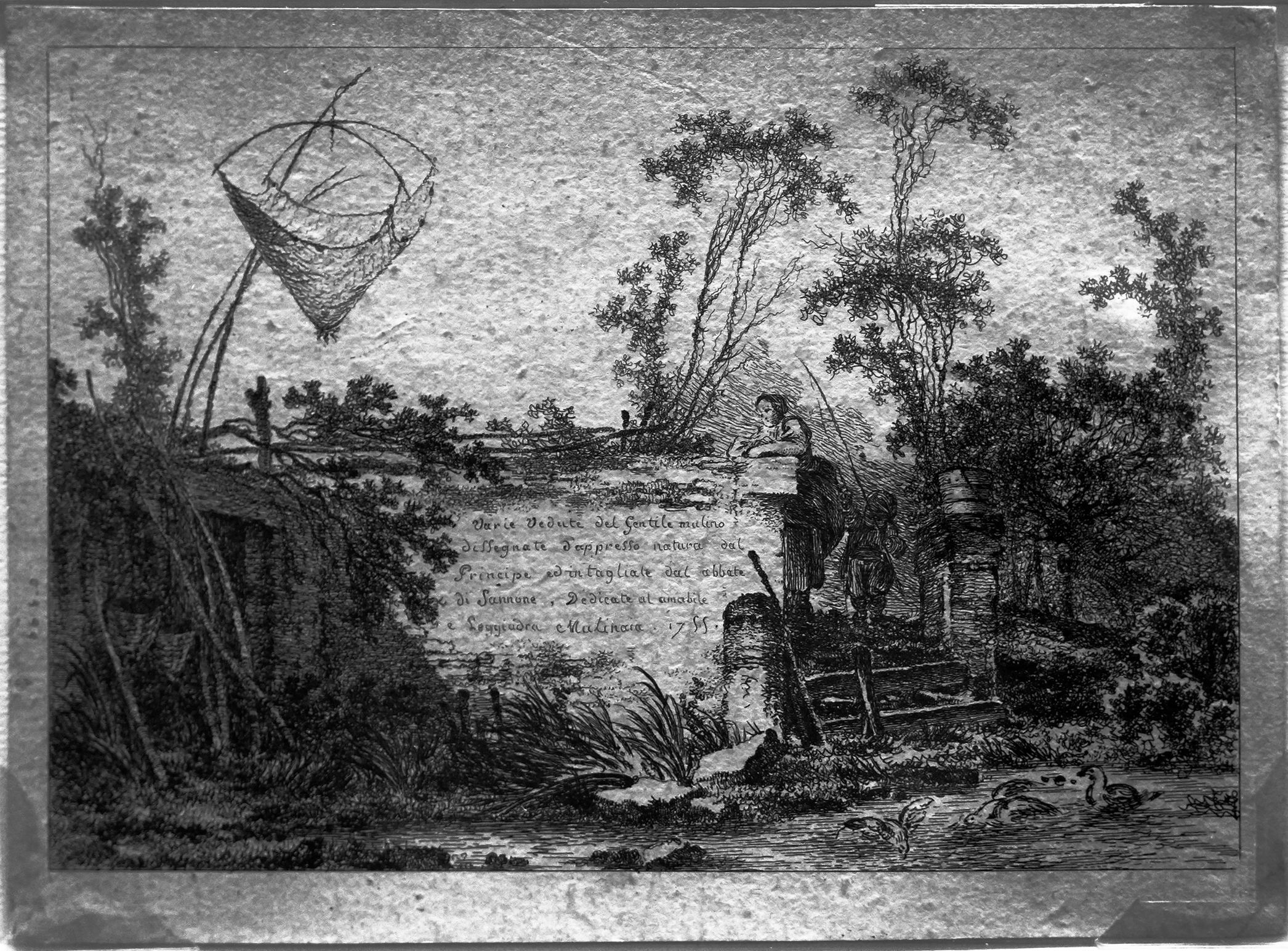
frontispice de varie vedute del gentile mulino.

- Voyage pittoresque ou Description des royaumes de Naples et de Sicile en 5 tomes, Précis historique de leurs Révolutions, vues du royaume et de la ville de Naples, ses palais, ses églises, ses tombeaux. Ses poètes, peintres, musiciens les plus connus. Le Vésuve avec l’histoire de ses éruptions les plus connues. Les mœurs et usages du peuple napolitain, ainsi qu’une idée de son gouvernement, commerce et des productions naturelles de ce pays sur Gallica, vol. 1, 1re partie ; Antiquités d’Herculanum et de Pompéi, des Champs Phlégréens, de la Campanie sur Gallica, volume 1, 2e partie ; Le Voyage ou circuit de la partie méridionale de l’Italie appelée anciennement Grande-Grèce sur Gallica, vol. 3 ; lire en ligne sur Gallica, vol. 4, 1re partie ; Description de la Sicile sur Gallica, vol. 4, 2e partie.
- varie vedute del gentile mulino ensemble de gravures du Moulin Joly de Jean Claude Richard de Saint-Non d'après Jean-Baptiste Le Prince dédicacé à Marguerite Le Comte, 1755.